# Bristol and Avon Association Football League
Bristol and Avon Association Football League là một giải bóng đá Anh. Tháng 7 năm 2011 giải mở rộng thành 2 hạng đấu, Premier Division và Division One, nhưng đã ký hợp đồng trở lại một hạng đấu. It sits at level 21 of the English football league system, trở thành một trong những giải đấu thấp nhất trong hệ thống bóng đá Anh. Đây là giải đấu góp đội cho Bristol and District League và liên kết với Somerset County FA và Gloucestershire FA. Mùa giải 2014–15, De Veys Dự bị đoạt chức vô địch và lên chơi ở Division Five của Bristol and District League.

## Lịch sử
Giải đấu được thành lập với tên gọi Bristol Church of England Association Football League ở mùa giải 1910–11 season. Giải có 3 hạng đấu: Simons, St Werburghs và St Marks giành chức vô địch trong mùa giải đầu tiên. Các đội gia nhập giải đấu từ những năm đầu thành lập còn có Avonmouth St Andrews (bây giờ là Avonmouth) và Backwell United.

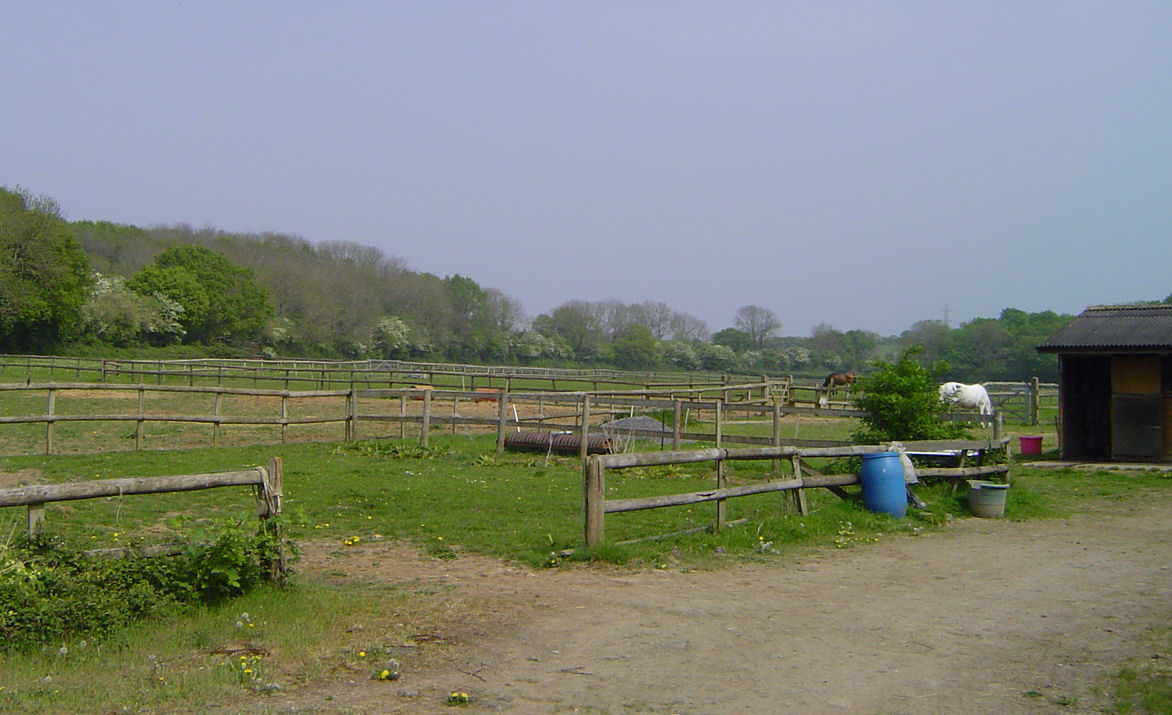
Sân cũ của Henfield Youth

Trong thập niên 1960, giải đấu có 5 hạng chính và 3 hạng trẻ, nơi mà đội trẻ của Bristol City và Bristol Rovers đạt được thành công. Giải đấu cũng gồm các câu lạc bộ đến từ Bristol và cũng có từNorth Somerset như là Norton Hill Rangers, Harptree United, Blagdon, Dundry Athletic và Congresbury. Còn có một số câu lạc bộ từ South Gloucestershire như RWP (bây giờ là DRG Stapleton),Henfield Youth và Pilning Athletic.
Giải đấu lấy tên như hiện tại từ năm 1973.
Các tài liệu ghi lại rằng có một đội cũ và bốn đội hiện tại ở Western Football League từng chơi tại Bristol Church of England League / Bristol & Avon League, bao gồm:
- Brislington[12]
- Bishop Sutton[13]
- Oldland Abbotonians – phần Abbotonians của câu lạc bộ[14]
- Roman Glass St. George – phần Roman Glass của câu lạc bộ (ban đầu là Wyndham Wanderers)[15]
- Backwell United – hiện tại đang chơi ở Somerset County League với tên gọi Ashton & Backwell United.[7]

Ngoài ra, đội dự bị của Longwell Green Sports cũng từng thi đấu ở Bristol & Avon League. Sun Life (bây giờ là Cribbs Friends Life) cùng với RWP (bây giờ là DRG Stapleton) đã lên chơi ở Gloucestershire County League.
Trọng tài của Premier League và Chung kết FA Cup Steve Dunn cũng khởi nghiệp ở giải đấu này.
Giải đấu thường tổ chức cuộc họp ở ngôi trường cũ Temple Colston School nằm trong trung tâm Bristol. Cuộc họp được chủ trì bởi Jack Jenkins, một Chủ tịch lôi cuốn và mạnh mẽ.  Những cái tên đó được dùng để đặt tên các giải đấu cup –Jack Jenkins Memorial Cup và Temple Colston Cup.
Bữa tối kỉ niệm 100 năm thành lập giải đấu được tổ chức vào ngày 29 tháng 10 năm 2010 với Norman Hunter là phát ngôn khách mời. Từ năm 2002 đến năm 2011 giải chỉ vận hành một giải đấu duy nhất nhưng đã mở rộng thành hai giải đấu kể từ mùa giải 2011–12.

## Các câu lạc bộ mùa giải 2015–16
- AFC Hartcliffe Dự bị
- Bikkle Sports
- Bristol Revolution
- Broad Plain House 'A'
- Dodington
- Hanham Abbotonians
- Iron Acton 'B'
- Little Stoke United
- Port of Bristol 'A'
- Port of Bristol United
- South West Spartans
- Westerleigh Sports Dự bị

## Cơ cấu tổ chức Giải đấu 1965–66
Đầu thập niên 1960 cho thấy một giai đoạn thịnh vượng của Bristol Church of England League với việc giải đấu đạt đến đỉnh cao khi trong mùa giải 1965–66 season có đến 79 đội tham gia ở 5 hạng chính và 32 đội tham gia ở 3 hạng trẻ. Giải đấu không còn có nhiều đội như 111 nữa vì ở mùa giải 1966–67, giải đã mất một hạng trẻ khi sự phổ biến Bóng đá Chủ Nhật bắt đầu gia tăng.
Cơ cấu đầy đủ của giải đấu ở mùa giải 1965–66, như sau:
Division One
Avon Athletic |Blagdon |B.R.S.A. |Castle Green |Congresbury |Dundry Athletic |Fishponds "A" |Hanham Forest |Harptree United |Henfield Youth |Kenegal United |Lakeside Sports |Lockleaze C.A. |N.D.L.B. |Norton Hill Rangers |St. Paul's
Division Two
Badminton Road Methodist |Filwood Park |Hanham Mills |Henbury O.B. |Lockleaze C.A. Dự bị |Mardon's Stoke Rangers |Nicholas Wanderers Dự bị |Oldbury Court |Pilning Athletic |Redcliffe Bay |Russell Town |St. Gregory's Youth |St James |Staple Hill |Totterdown Y.M.C.A. |Waring United
Division Three
Argyle United |Arnside |Brentry Lodge |Bristol Corinthians |Downend Athletic |Eagle House |John Harveys |Knowle Methodist Y.C. |Maywood Athletic |Olveston United |Ridgeway Rovers |R.W.P. |St Bedes United |St Stephen's Youth Club |Southcliffe United |Wyndham United
Division Four
Athletico |Clevedon Sports |Kingswood Rangers |Kingswood Y.C. |Made for Ever |Nicholas Wanderers Youth |Oldbury Court Dự bị |Pilning Y.C. |Ridgeway Rovers Dự bị |St. Ambrose Colts |Shaftesbury Crusade |Somerdale Y.C. |Southmead Spartans  |20th Century Y.C. |Warmley Tower Methodist Y.C.
Division Five
Bedminster Road |Bristol Corinthians Dự bị |Bristol Spartak |Broomhill Y.C. |Gardiners |Goodneston Sports |Nailsea United "A" |Patchway Youth Club |Russell Town Dự bị |St Andrew's |St James |St Mary's Stanton Drew Dự bị |St Stephen's Soundwell |Stockwood Y.C. |Totterdown United |Woodcliffe Athletic
Under 18 Division
Badminton Road Methodist Y.C. |Bitton |Bristol North |Bristol Rovers Juniors |Court Rangers |Globetrotters United |Henbury O.B. |Somerdale Y.C. |Stapleton |Yate Y.M.C.A. Boys Club
Under 17 Division
Ashton Athletic |Avonmouth |Avon Villa |Clifton St. Vincent's |Hartcliffe Methodist |Henbury O.B. |Holy Cross Catholic |Holy Cross United |Knowle Teenagers |St George |St Mark's |Sneyd Park Juniors | Wrington
Under 16 Division
Avonmouth |Bristol North |Coombe Dingle |Henbury O.B. |Henfield Colts |Nailsea United |Northville Rovers |Oldbury Court |Patchway Youth Club

## Các đội vô địch gần đây
| Mùa giải | Premier Division      |
| -------- | --------------------- |
| 2003–04  | C.T.K. Southside      |
| 2004–05  | Patchway United 'A'   |
| 2005–06  | Backwell United Colts |
| 2006–07  | Broad Walk            |
| 2007–08  | Eagle House Elite     |
| 2008–09  | Broad Walk Dự bị      |
| 2009–10  | De-Veys Dự bị         |
| 2010–11  | FC Bristol            |
| 2011–12  | AFC Hartcliffe        |
| 2012–13  | Stapleton             |
| 2013–14  | Bristol Sports        |
| 2014–15  | DeVeys Dự bị          |